# 天文愛好者
天文愛好者泛指對天文學感興趣的人，一般而言都是業餘性質。

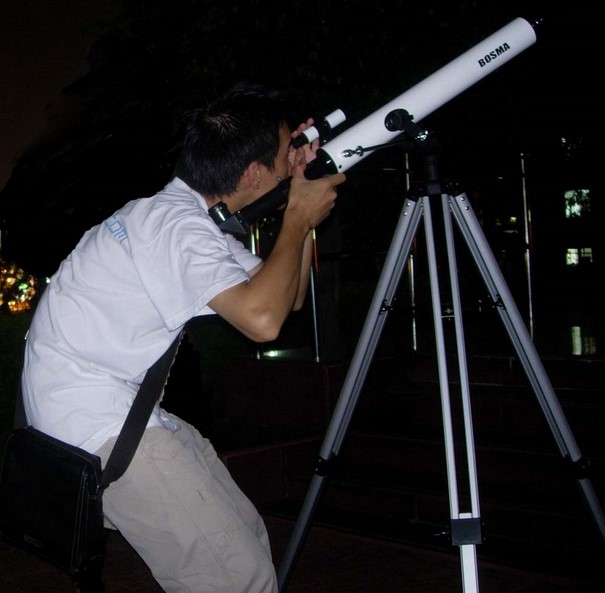
天文爱好者在观星

歷史上，天文愛好者中有不少人曾作出重要貢獻，他們是發展天文事業一支重要力量，也為補足專業天文台未能日以繼夜觀測的重要支援。現今天文愛好者所參與的大多為下列幾大項目：
- 行星與星空常規目視觀測與攝影
- 行星、小行星掩星計時觀測
- 流星群目視與攝影觀測
- 天文攝影（星野、高倍放大、單波段太陽攝影）與電腦影像處理技術
- 以望遠鏡或互聯網尋找各類新天體

## 已故的天文愛好者
- 格羅特·雷伯（1911─2002）
- 藤井旭（1941─2022，日本著名天文攝影家。撰寫多本星空、天文觀測與星座的入門書籍，在台灣、香港與中國大陸被翻譯出版。）
- 百武裕司（1950─2002）日本鹿儿岛县天文愛好者，亮彗星百武彗星的發現者。
- 周興明（1965─2004，1980年代起，獨立以小口徑望遠目視在新疆發現多顆彗星，亦為多顆SOHO彗星發現者。為表彰他在業余天文界做出的卓越貢獻，國際天文學聯合會將4730號小行星命名為“周興明星”。 ）
- 蔡章獻（1923─2009，臺灣天文學家，曾任臺北圓山天文臺臺長。）
- 約翰·道布森（John Dobson，1915─2014，美國人，杜布森望遠鏡的發明者。）
- 廖慶齊（1931─2014，香港太空館首任館長，也是香港史上首位華人天文愛好者。）
- 欧阳天晶（1944─2015，武汉资深教师，1980年代最先引進外国流星观测方法，如目視與收音机長波段調頻監聽觀測，为提昇大陆的天文观测水平作出贡献，为了表彰其在业余天文界作出的卓越贡献，2023年6月国际天文学联合会将195853号小行星命名为“欧阳天晶星”）

## 國際知名的天文愛好者
- 大衛·李維
- 大衛·馬林（David Malin，澳洲人，國際知名天文攝影家，作品曾在世界各地展出，包括台灣。）

- 湯瑪斯·博普（Thomas Bopp，於1995年發現海爾-博普彗星。）
- 丹尼斯·迪希科（Dennis di Cicco，美國人，拍攝世界第一張日行跡照片）
- 池谷薰
- 關勉
- 小林隆男
- 陳培堃
- 板垣公一

## 中國知名天文爱好者
- 高兴（业余天文学家，曾发现陈高彗星，杨高彗星，斯万-星明彗星，两届埃格·威尔逊彗星奖获得者，新疆星明天文台创始人，204710号小行星以他的名字命名，他也是世界上发现新天体种类最多的天文爱好者之一。）
- 陈韬（陈高彗星发现者，2008年度埃格·威尔逊彗星奖获得者，为了表彰他在业余天文界做出的卓越贡献，国际天文学联合会将19873号的小行星命名为“陈韬星”）
- 张大庆（「池谷‧张彗星」发现者，埃格·威尔逊彗星奖获得者，张钰哲彗星奖获得者）
- 叶泉志（鹿林彗星发现者之一，协助台湾鹿林天文台发现过上百颗小行星，目前在加拿大留学攻读行星科学专业）
- 孙国佑（资深天文爱好者，斯万-星明彗星发现者，中国首颗银河系新星V5582 SGR发现者，他的天文发现囊括了彗星，超新星，新星，小行星，矮新星等，是世界上发现新天体种类最多的天文爱好者之一。）
- 杨睿（杨高彗星发现者，2009年度埃格·威尔逊彗星奖获者）
- 阮建高（资深天文爱好者，中国首位发现系外新星的爱好者，STEREO彗星中国第一人，他还曾发现过数十颗SOHO彗星，国际天文学联合会将546842号的小行星命名为阮建高星）
- 金彰伟（资深天文爱好者，周杰伦小行星发现者。曾发现过13颗超新星，数百颗NEAT小行星。）
- 陈栋华（福建业余天文学家，为了表彰他在业余天文界做出的卓越贡献，国际天文学联合会将19872号的小行星命名为“陈栋华星”）
- 苏华（资深天文爱好者，著名彗星猎手，他发现过200多颗SOHO彗星，是世界上发现彗星最多的人之一。国际天文学联合会将589944号的小行星命名为苏华星）
- 徐智坚（资深天文爱好者，发现过十颗超新星，数十颗小行星，上百颗SOHO彗星，国际天文学联合会将546843号的小行星命名为徐智坚星）
- 孙霈源（资深天文爱好者，发现过一颗超新星，上百颗SOHO彗星。）
- 袁凤芳（业余天文爱好者，华南农业大学天文爱好者协会发起人之一，高雄星发现者，国际天文学联合会将263906号的小行星命名为“袁凤芳星”。）

## 香港知名天文爱好者
- 楊光宇（前任香港天文學會會長，發現2022顆近地小行星及兩顆彗星，是埃格·威爾遜彗星獎得奬者。為了表揚他在天文觀測上的工作和貢獻，國際天文學聯合會將40776號小行星命名為「楊光宇星」）
- 余惠俊（香港業餘天文學家，為了表彰他在推動天文觀測做出的工作和貢獻，國際天文學聯合會將32622號小行星命名為「余惠俊星」）

## 台湾知名天文爱好者
- 林启生（擅長天文攝影，鹿林彗星发现者之一，現為鹿林天文台觀測助理）
- 杨昌炽（台湾退休教师，前台中市天文协会会长，多次在台湾以及赴中国大陆进行天文科普讲座，反响很大。）
- 蔡元生（台湾天文爱好者，“高雄星”发现者，2006年7月在南魚座發現SN 2006ds，首位发现超新星的台灣業餘天文愛好者）

## 外部連結
- 國際天文愛好者聯合會（IUAA）